# Chinese Amerikanen

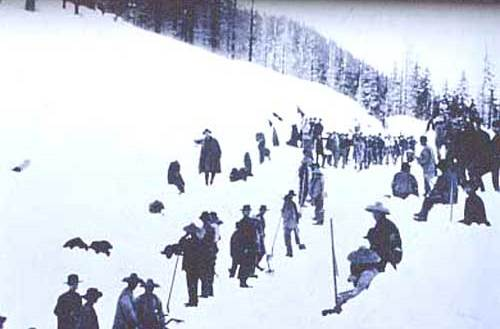
Chinese contractarbeiders in de 19e eeuw bouwen in de winter een treinspoor

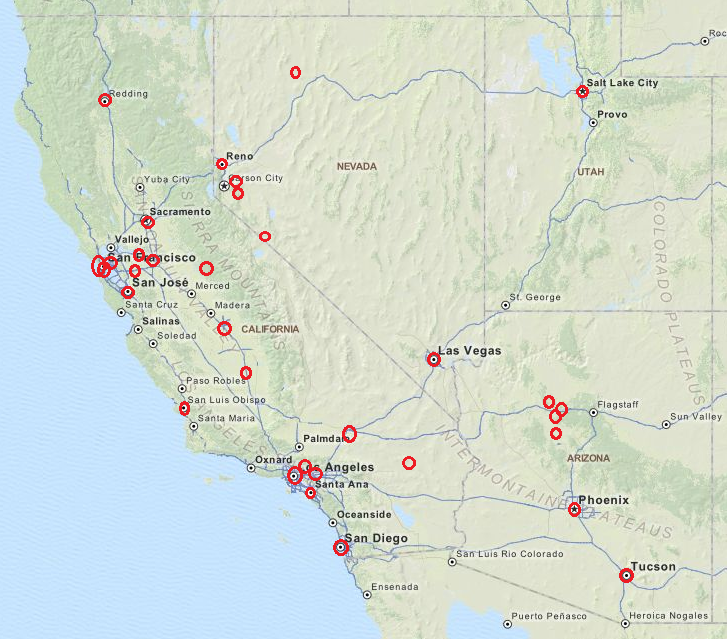
Chinatowns in Zuidwest-Amerika

Chinese Amerikanen vormen met 3,8 miljoen inwoners ruim 1% van de Amerikaanse bevolking. Chinese Amerikanen vormen ook een subgroep van Aziatische Amerikanen.

## Geschiedenis
In 1820 kwamen de eerste groepen Chinezen naar Amerika om te werken als contractarbeider in de mijnen. Al in 1848 werden Chinezen aangemoedigd om te migreren naar Amerika en daar te werken als goedkope landarbeiders. De Kong Chow Association in San Francisco was in 1848 de eerste Chinese vereniging van de V.S. In 1852 werden in San Francisco voor het eerst Kantonese operavoorstellingen gehouden. In 1854 verscheen de eerste Chinees-Amerikaanse krant en een jaar later kwam er een tweede Chineestalige krant.
Vanaf 1898 kregen Chinezen in Amerika de mogelijkheid om het Amerikaanse staatsburgerschap te krijgen, maar het werd hun de facto heel moeilijk gemaakt om dit staatsburgerschap ook daadwerkelijk te bekomen.
De spoorlijn van de Central Pacific Railroad, de helft van de Transcontinental Railroad en de lagen van de Sacramento-San Joaquin River Delta zijn door Chinezen gebouwd. Heartland is grotendeels gecultiveerd door de Chinezen. Recente technologische ontwikkelingen in San Francisco Bay Area zijn ook door Chinezen gemaakt.
De Chinezen zijn lange tijd net als andere niet-blanke immigranten uit het Amerikaanse staatsburgerschap geweerd. Pas in 1943 kregen de Chinezen dezelfde kansen en rechten op staatsburgerschap. Daarvoor waren maar enkele Chinezen geslaagd om het Amerikaanse staatsburgerschap te verkrijgen. Een van hen was Wong Kim Ark, in 1870 geboren in de Chinezenwijk van San Francisco, waar zijn vader een slagerij dreef. Na de anti-Chinese rellen van 1877 keerde de familie Wong terug naar China. Toen de zoon zich in 1895 opnieuw in San Francisco wilde vestigen, deed hij een beroep op het jus solibeginsel, neergelegd in amendement 14 van de Amerikaanse grondwet. De districtsrechter stelde hem in het gelijk en ook in het hoogste beroep bij het federaal Hooggerechtshof werd in maart 1897 zijn Amerikaans staatsburgerschap erkend.

## Religie
In het begin waren de meeste Chinese migranten daoïstisch of beoefenaars van de Chinese volksreligie. Er werd in de tweede helft van de 19e eeuw ook in bijna elke Chinese goudzoekersstad een Chinese of daoïstische tempel gebouwd. Sommige Chinatowns hadden meer dan één tempel.
Begin 20e eeuw ontstond er in veel Chinatowns Confuciustempels onder de naam Confucius Church.

## Statistieken
In 2004 waren er 3,4 miljoen Chinese Amerikanen, en zij maakten 22,4 % uit van de Aziatische Amerikanen.

## Steden met percentueel veel Chinezen
- Boston
- Flushing
- overig New York
- San Francisco
- Los Angeles
- Washington
- Houston
- Plano (Texas)
- Seattle
- Chicago
- Philadelphia
- Portland (Oregon)

## Bekende Chinese Amerikanen
- Michael Chang
- Chi Cheng
- Wong Kim Ark
- Delbert E. Wong, eerste Chinees-Amerikaanse rechter
- Yung Wing
- Zhang Xueliang
- Lue Gim Gong
- Lucille Soong
- Elaine Chao
- Bruce Lee
- Brandon Lee
- Ed Lee (politicus)
- Daniel Tsui
- Kevin Cheng
- Wang Lee-Hom
- Ieoh-Ming Pei
- Tess Gerritsen
- Tiger Woods
- Jaycee Chan, zoon van Jackie Chan
- Steve Chen
- David Jung-Kuang Chiu
- Michelle Kwan
- Jenny Chu
- Veronica Yip
- Coco Lee
- Lucy Liu
- Yo-Yo Ma
- Wong Man-Tak
- Vaness Wu
- Chien-Shiung Wu
- Michelle Ye
- Steven Chu, natuurkundige en minister van Energie